# Лунатики (фильм, 1992)
«Лунатики» (англ. Sleepwalkers) — американский фильм ужасов 1992 года режиссёра Мика Гарриса по сценарию Стивена Кинга. Премьера фильма состоялась 10 апреля 1992 года.

## Сюжет
На пляже калифорнийского города Бодега-Бей полиция во главе с лейтенантом Дженнигсом обнаруживает коттедж, в котором находит останки кошек. В одной из комнат они обнаруживают мумифицированное тело маленькой девочки. Хозяева исчезли в неизвестном направлении.
Индиана. Город Трэвис. В городе обосновываются Чарльз Брэйди и его мать Мэри — лунатики, кочующие энергетические вампиры-оборотни, которые питаются жизненной силой девственниц. Хотя они и сохраняют человеческую форму, однако по желанию могут превращаться в двуногих кошек-оборотней размером с человека, потому как являются элурантропами. Помимо этого им присущи способности как к телекинезу, так и к иллюзии, благодаря чему их образ жизни не привлекает внимание людей вокруг.
Чарльз Брэйди сразу же знакомится с местной девушкой Таней Робертсон, на которую обратил внимание в киноактере, и  приглашает её на свидание. Тем временем личностью Чарльза заинтересовывается учитель Фэллоуз, который замечает, что документы о его переводе в школу поддельные. Он пытается обличить Брэйди, но Чарльз отрывает у учителя кисть руки, а затем показывает своё подлинное лицо оборотня. На пути домой превысившего скорость Чарльза замечает помощник шерифа округа Касл Энди Симпсон и, вместе со своим котом Кловисом, пускается в погоню за оборотнем. Настигнув Чарльза, он приказывает ему остановиться, однако парень, увидев Кловиса, прибавляет скорость. Обогнав полицейского, Чарльз делает свою машину невидимой и останавливается на обочине. Остановившийся Энди недоумевает, однако Кловис прекрасно видит стоящий рядом автомобиль Чарльза. Наконец полицейский уезжает, а оборотень превращает свой синий «Pontiac» в красный «Ford Mustang».
Мать требует от Чарльза крови девушки, так как она очень голодна. Юноша обещает в ближайшем будущем доставить ей пищу. С этой целью он ведёт Таню на старое кладбище, где и нападает на девушку. Шериф Энди Симпсон, проезжая мимо кладбища, замечает «Ford Mustang» Чарльза, который снова превратился в «Pontiac». Тут же к нему подбегает Таня, просит о помощи и убеждает уехать как можно скорее. Энди стреляет в появившегося рядом оборотня, но тот убивает помощника шерифа и снова приближается к Тане. Из машины выскакивает Кловис и набрасывается на Чарльза. Сильно травмированный Чарльз возвращается домой, а тем временем полиция уже начинает на него охоту. Используя свои магические способности, Мэри делает себя и сына невидимыми. В итоге, полиции не удаётся в доме ничего найти.
Мэри оглушает дежуривших у её дома полицейских и на патрульной машине приезжает к дому Тани, где нападает на её родителей и полицейского. Прибывшая туда подмога не представляет для оборотня никакой опасности, так что она берёт девушку и везёт в свой дом. Когда они приезжают в резиденцию Брэйди, Чарльз уже мертв. Но при появлении девушки он воскресает, превратившись в рептилоида и пытается высосать жизненную энергию Тани. Приехавший шериф погибает от рук оборотня Мэри, но монстры сами оказываются жертвами кошек, окруживших дом.
Фильм заканчивается тем, что Таня берёт в руки кота Кловиса и произносит: «Теперь мы одни». То же самое говорила Мэри Брэйди.

## В ролях
- Брайан Краузе — Чарльз Брэйди;
- Мэдхен Амик — Таня Робертсон;
- Элис Криге — Мэри Брэйди;
- Синди Пикетт — миссис Робертсон, мать Тани;
- Лаймен Уорд — мистер Дон Робертсон, отец Тани;
- Гленн Шэдикс — мистер Фэллоуз, школьный учитель;
- Синтия Гаррис — Лора Тревис;
- Расти Швиммер — домохозяйка;
- Боджесси Кристофер — Кроуфорд;
- Спаркс — Кловис.

###### Органы правопорядка
- Джим Хейни — шериф Айра Стивенс;
- Рон Перлман — капитан Соамс;
- Дэн Мартин — помощник шерифа Энди Симпсон;
- Марк Хэмилл — лейтенант Дженнингс (в титрах не указан);
- О. Николас Браун — офицер Уилбер;
- Монти Бэйн — помощник шерифа Хорас;
- Фрэнк Новак — заместитель шерифа;
- Ричард Пенн — офицер полиции штата;
- Эрни Лайвли — офицер по контролю за животными;
- Стюарт Чарно — полицейский-фотограф.

###### Камео и эпизоды
- Стивен Кинг — кладбищенский сторож;
- Джон Лэндис — техник из лаборатории;
- Джо Данте — сотрудник лаборатории;
- Клайв Баркер — техник судебно-медицинской экспертизы;
- Тоуб Хупер — техник судебно-медицинской экспертизы.

## Интересные факты
- Это первый сценарий, написанный Стивеном Кингом специально для экрана, а не адаптация уже существующих романов или рассказов.

## Награды
На кинофестивале Fantafestival фильм получил четыре награды:
- лучший фильм;
- лучший режиссёр (Мик Гаррис);
- лучший сценарий (Стивен Кинг);
- лучшая актриса (Элис Криге).